# Boris Roatta
Boris Roatta (París, 1 de julio de 1980 - Aiguilles, Altos Alpes, 25 de agosto de 1994) fue un actor infantil francés de cine, doblaje y televisión.

## Biografía
Roatta comenzó su carrera cinematográfica a fines de los 80. Empezó a aparecer en televisión a principios de los 90, participando en algunas películas, haciéndose conocido por su papel como Federico Moulín, el hijo del personaje principal, en la popular serie de televisión Comisario Moulín, aunque apareciendo solo en tres episodios. Como actor de doblaje es más conocido siendo recordado por su papel como la voz de Macaulay Culkin en la serie de películas Mi pobre angelito y Me las vas a pagar, papá en sus versiones francesas.
En animación, hizo las voces en doblaje en francés de Flounder en La Sirenita y de Cody en The Rescuers Down Under.

## Fallecimiento
Roatta se encontraba de vacaciones en Aiguilles, cuando el 25 de agosto de 1994, fue atropellado por un coche mientras cruzaba en bicicleta. Murió en el acto. Tenía solo 14 años. Fue enterrado en el cementerio de la misma población donde falleció.
Su muerte fue recibido por el público francés como una tragedia, ya que era considerado un actor con talento y con una carrera prometedora. Su personaje en la serie Comisario Moulín no fue reemplazado, y se incluyó la desaparición de su personaje que fue irónicamente atropellado por un automóvil.
En 2017, su padre Felipe Roatta, en una entrevista diría: 

Hace 23 años, viví el peor día de mi vida... Lloró solo de pensarlo. (...) La muerte de un niño. No hay peor dolor.

## Filmografía

### Video musical
- Pequeño Frank (1990) - Frank

### Cine
- Buen día la angustia (1988) - Oliver

### Televisión
- Sabine j'imagine (1992) - Nicolás
- Comisario Moulín (1992-1993) - Federico Moulín
- El instituto (1993) - Paulo
- Las grandes mareas (1993) - David Marret
- El silencio del corazón (1994) - Pierre Baumann

### Doblaje
- Cinema Paradiso (1988) - Salvatore Di Vita cuando era niño
- Tío Buck (1989) - El amigo de Miles
- La Sirenita (1989) - Flounder
- Solo en casa (1990) - Kevin McCallister
- Los rescatadores de Down Under (1990) – Cody
- Policía de jardín de infancia (1990) - Dominic
- Urbanos (1991) - Danny Robbins
- Los Jackson: Un sueño americano (1992) – Michael Jackson (desde los 9 a los 14 años)
- Los patos poderosos (1992) - Terry Hall
- Solo en casa 2: Perdido en Nueva York (1992) – Kevin McCallister
- Daniel el travieso (1993) - Joey
- El buen hijo (1993) - Henry Evans
- Vengándose de papá (1994) - Timmy Gleason
- El cliente (1994) – Mark Sway

### Teatro
- La ciudad dont le prince est un enfant (1993) – Serge Souplier